# Everybody (песма Танела Падара и Дејва Бентона)
„Everybody“ је била победничка Песме Евровизије 2001, коју су на енглеском извели Танел Падар и Дејв Бентон, заједно са 2КСЛ, као представници Естоније. Њихова победа је уједно била и прва победа једне од земаља које дебитује на такмичењу 1990-их после пада Гвоздене завесе.
Текст песме је једноставно позив на забаву; дуо пева да је „свако вече петак увече“. Песма је позната из два главна разлога: Бентон је најстарији такмичар који је освојио главну награду, као и први тамнопути такмичар који је то урадио.
Марја-Ли Илус је снимила обраду песме.

## Верзије песме
CD single
1. „Everybody“ (Оригинална верзија) – 2:56
2. „Everybody“ (Инструментал) – 2:56

CD Maxi-single
1. „Everybody“ (Оригинална верзија) – 3:00
2. „Everybody“  (Pierre J's Radio Mix) – 3:39
3. „Everybody“  (Pierre J's Club Mix) – 7:06
4. „Everybody“ (Инструментал) – 2:57